# Daichi Inui
Daichi Inui (japanisch 乾 大知 Inui Daichi; * 2. Dezember 1989 in Takasaki) ist ein ehemaliger japanischer Fußballspieler.

## Karriere
Inui erlernte das Fußballspielen in der Schulmannschaft der Kiryu Daiichi High School und der Universitätsmannschaft der Ryūtsū-Keizai-Universität. Seinen ersten Vertrag unterschrieb er 2012 bei Thespa Kusatsu (heute: Thespakusatsu Gunma). Der Verein spielte in der zweithöchsten Liga des Landes, der J2 League. Für Gunma absolvierte er 100 Ligaspiele. 2017 wechselte er zum Ligakonkurrenten V-Varen Nagasaki. 2017 wurde er mit dem Verein Vizemeister der zweiten Liga und stieg in die erste Liga auf. Im Juli 2018 wechselte er auf Leihbasis zum Ligakonkurrenten Sagan Tosu nach Tosu. 2019 unterschrieb er einen Vertrag beim Zweitligisten Yokohama FC. Für den Klub aus Yokohama stand er fünfmal in der zweiten Liga auf dem Spielfeld. Von Juli 2019 bis Saisonende spielte er auf Leihbasis beim Ligakonkurrenten Tochigi SC. Für Tochigi absolvierte er 19 Ligaspiele. Nach Vertragsende in Yokohama nahm ihn Anfang 2020  der Zweitligist Matsumoto Yamaga FC aus Matsumoto unter Vertrag. Nach einem Jahr und 16 Spielen für Matsumoto wurde er die Saison 2021 an seinen ehemaligen Verein Tochigi SC ausgeliehen.